# Am Ende – Die Macht der Kränkung
Am Ende – Die Macht der Kränkung, im ORF Die Macht der Kränkung 2, ist eine deutsch-österreichische Fernsehserie, die unter der Regie von Daniel Prochaska entstand. Das Drehbuch von Agnes Pluch (Folge 1) bzw. Marie-Therese Thill und Rebekka Reuber (Folgen 2 bis 6) beruht wie Am Anschlag – Die Macht der Kränkung (2021) auf der Grundidee des Sachbuches Die Macht der Kränkung von Reinhard Haller. Gegenüber Am Anschlag sind die Figuren und Handlungen neu und eigenständig.

## Handlung
David ist früh verstorben, auf seiner Trauerfeier wird ein Brief des Toten vorgelesen, in dem er sich an die Hinterbliebenen wendet. Diese sehen sich mit einer Abrechnung konfrontiert, Davids Worte lassen schwelende Konflikte aufbrechen, die Hinterbliebenen beginnen sich gegenseitig zu beschuldigen.
In einer zweiten Erzählebene wird auf die Vergangenheit zurückgeblickt, in der einschneidende Erlebnisse und Kränkungen in Davids Leben von der Jugend bis kurz vor seinem Tod beleuchtet werden. Erzählt wird aus der Perspektive seiner jüngeren Schwester Mirjam, seines besten Freundes Roko seit Studienzeiten, seiner Mutter Rosa, seiner Frau Julia und seines Sohnes Leon, sodass nicht nur ein Bild des Verstorbenen entsteht, sondern auch der anderen Protagonisten.

## Produktion und Hintergrund
Die Dreharbeiten fanden vom 25. April bis zum 20. Juli 2022 in Wien und Umgebung statt. Drehorte waren unter anderem Gablitz sowie ein Friedhof in Wien-Liesing.
Produziert wurde die Serie von der österreichischen Mona Film und der deutschen Tivoli Film der Produzenten Thomas Hroch und Gerald Podgornig in Koproduktion mit dem ZDF und Zusammenarbeit mit dem ORF. Unterstützt wurde die Produktion vom Fernsehfonds Austria und dem Filmfonds Wien.
Die Kamera führte Matthias Pötsch, die Musik schrieb Vera Marie Weber, die Montage verantworteten Alarich Lenz und Philipp Bittner. Für das Szenenbild zeichnete Conrad Moritz Reinhardt verantwortlich, für das Kostümbild Elisabeth Fritsche, für den Ton Thomas Szabolcs und für die Maske Martin Geisler, Anette Keiser und Miyu Haydn. Als Intimitätskoordinator fungierte Julia Effertz.
Gegenüber Am Anschlag – Die Macht der Kränkung (2021) sind die Figuren und Handlungen neu und eigenständig. Beibehalten wurde die Struktur, in jeder Folge eine Figur in den Mittelpunkt zu stellen. Die Hauptfiguren wurden in unterschiedlichem Alter jeweils doppelt besetzt, um einen Zeitraum von rund 30 Jahren darzustellen.

## Veröffentlichung
In der ZDF Mediathek wurde die Serie am 5. Mai 2023 veröffentlicht, die Erstausstrahlung auf ZDFneo erfolgte am 17. und 24. Mai 2023.
Im ORF wurde die Serie am 31. Oktober und 1. November 2024 erstmals gezeigt.

## Episodenliste
| Nr. (ges.) | Nr. (St.) | Originaltitel | Erstveröffentlichung Deutschland |
| ---------- | --------- | ------------- | -------------------------------- |
| 1          | 1         | David         | 5. Mai 2023                      |
| 2          | 2         | Mirjam        | 5. Mai 2023                      |
| 3          | 3         | Roko          | 5. Mai 2023                      |
| 4          | 4         | Rosa          | 5. Mai 2023                      |
| 5          | 5         | Julia         | 5. Mai 2023                      |
| 6          | 6         | Leon          | 5. Mai 2023                      |

## Rezeption
Rainer Tittelbach vergab auf tittelbach.tv fünf von sechs Sternen. Die Puzzle-artig strukturierte, die Chronologie aufbrechende Erzählung besitze eine Menge Leerstellen, die im Verlauf der sechs Folgen gefüllt werden. Auch ohne jedes Krimi-Motiv bliebe die Handlung voller emotionaler Verfehlungen immer spannend.
Eric Leimann dagegen meinte auf Prisma.de, dass das multiperspektivische Erzählen eines Lebens und Sterbens nach einem spannenden Serienansatz klinge. Dennoch komme die Serie erzählerisch nicht so recht vom Fleck. Der Plot wirke wie von der Stange, Handlungen, Konflikte und Dialoge seien erwartbar. Zuschauende müssten ein gehöriges Maß an Leidensfähigkeit und Leidenslust mitbringen, um die schwerfällige Serie aushalten zu können.
Oliver Armknecht bewertete die Serie auf film-rezensionen.de mit sieben von zehn Punkten. Statt eines Amoklaufs bei Am Anschlag werde geklärt, warum ein Mann bei seiner Beerdigung einen derart bitteren Abschiedsbrief hinterlässt. Das sei erneut manchmal etwas übertrieben, ergebe aber das komplexe Bild einer dysfunktionalen Familie, bei der sich alle gegenseitig beeinflussen.

## Auszeichnungen und Nominierungen
Romyverleihung 2023
- Auszeichnung in der Kategorie Bestes Drehbuch TV/Stream (Agnes Pluch, Marie-Therese Thill und Rebekka Reuber)[16]